# Manfréd Sicilský
Manfréd Sicilský (italsky Manfredi di Sicilia, 1231/1232 Venosa – 26. února 1266 Benevento) byl knížetem z Tarenta a sicilským králem. Po vstupu na sicilský trůn se mu podařilo na mnoha místech vzkřísit moc ghibellinů a znepřátelit si tak Svatého otce, který jej exkomunikoval. Stejně jako Fridrich II. udržoval kontakty s islámem, s mamlúckým sultánem Bajbarsem a poskytl azyl latinskému císaři Balduinovi, kterého pověřil vyjednáváním se svým nepřítelem papežem Urbanem IV. Oproti svým předchůdcům, otci a bratrovi Konrádovi, byl přátelsky nakoněn řádu templářů.
Zdá se, že Manfréd měl stejné intelektuální záliby jako Fridrich II., společně s otcem a bratry Jindřichem a Enziem patřil mezi představitele sicilské básnické školy, podporoval univerzitu v Neapoli, pokračoval v dostavbě otcem započatých stavebních projektů a založil město Manfredonia.Byl nadšeným sokolníkem, pro svou potřebu si nechal vyhotovit opis otcova latinského traktátu O lovu se sokolem. Dodnes se zachovala i tzv. Manfrédova bible, uložená ve vatikánské knihovně. Dante Alighieri Manfréda ve své Božské komedii umístil do Očistce, kde jej popisuje jako plavovlasého.

## Život

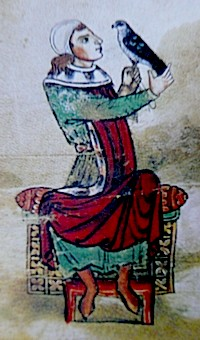
Manfréd jako sokolník (De arte venandi cum avibus)

Manfréd se narodil jako nemanželský syn císaře Fridricha II. a Blanky, dcery piemontského šlechtice. Původně milenecký vztah císař zlegitimizoval až na Blančině smrtelném loži. Krátce poté byl Manfréd otcem jmenován říšským vikářem Itálie a Sicílie.
| „                     | …Manfred, který za své vlády obdařil všechny největší štědrostí, se pro svou duchaplnost ve všech oblastech a pro svou přátelskost vůči každému právem zdál být srovnatelný s Titem, synem Vespassiana. | “ |
| — Ricobaldo z Ferrary | |   |

Roku 1247 se oženil s Beatrix, vdovou po markýzi ze Saluzza. Z krátce trvajícího manželství se narodila dcera Konstancie.

### Boj o Itálii

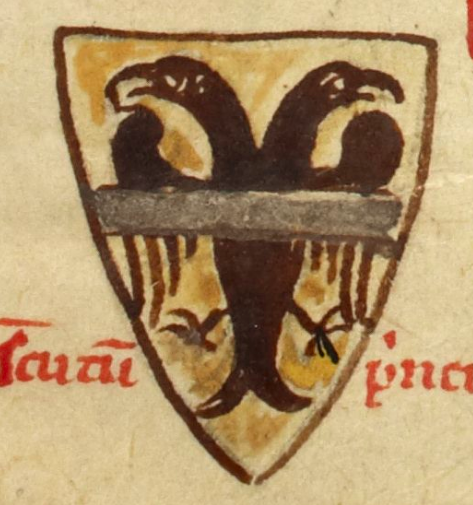
Manfrédův znak v kronice Matěje Pařížského

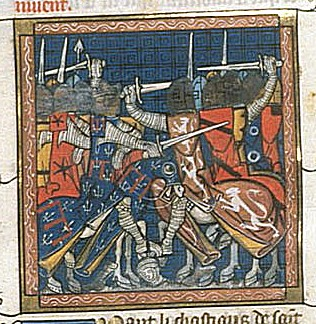
Bitva u Beneventa (středověká iluminace)

Císař Fridrich náhle zemřel roku 1250 a na trůn se dostal Konrád. Mladý muž, dosud trávící svůj život v německé části říše, se svou snahou o příměří s papežem pohořel a již v květnu 1254 exkomunikovaný zemřel. Nadešla Manfrédova chvíle, protože Konrádův dědic byl malým chlapcem a vyrůstal na bavorském dvoře strýce falckraběte Ludvíka. Manfréd, v otcově testamentu stanovený správcem království, se znovu ujal země a bránil ji proti papeži Inocencovi IV., který ji chtěl zabrat jako uprázdněné papežské léno.
| „           | Císař zemřel v roce 648… a nastoupil po něm jeho syn Konrád. Když zemřel i on, trůn připadl jeho bratrovi Manfrédovi. Ti všichni byli nicméně velmi nenáviděni papežem, franským chalífou, a to kvůli své náklonnosti k muslimům… | “ |
| — Ibn Wásil | |   |

Papež osiřelému Konradinovi přiznal nárok na království jeruzalémské a vévodství švábské. Sicilské království roku 1255 udělil jako papežské léno Edmundovi, mladšímu synovi anglického krále Jindřicha III. Anglický král však neměl dostatek prostředků na financování synovy nákladné výpravy za titulem a mimoto měl starosti se svými vlastními vzpurnými šlechtici. Manfréd tak mohl nadále upevňovat své postavení.
Na rozdíl od otce se soustředil ve svém snažení pouze na italskou politiku, získal podporu sicilské šlechty a měst ve střední a severní Itálii. Zdá se, že ještě před korunovací uzavřel jako vdovec nové manželství s Helenou, dcerou epirského despoty Michaela Komnena Dukase a manželství bylo údajně šťastné. Sňatek měl potvrdit smír mezi oběma panovníky. 10. srpna 1258 byl Manfréd, po rozšíření falešné zprávy o Konradinově skonu, v Palermu korunován. Roku 1260 byla většina Itálie v Manfrédově moci, podařilo se mu získat Lombardii a Sardinii. O dva roky později jako muž, papežem vyobcovaný z církve svaté, provdal svou dceru Konstancii za aragonského prince Petra.
Papež Urban IV. tísněný Manfrédem nabídl sicilskou korunu provensálskému hraběti Karlovi, mladšímu bratrovi francouzského krále Ludvíka IX.
| „               | …Karel Anjouský dostal od papeže nabídku, aby se stal králem Obojí Sicílie, a to v mylné naději, že Karel bude stejně dobrý král jako Ludvík. | “ |
| — André Maurois | |   |

Ludvík IX. bratra v rozhodnutí získat sicilské království sice posléze diplomaticky podpořil, ale nepůjčil mu ani peníze, ani vojáky. Karel však měl v severní Itálii spojence v podobě florentských a sienských bankéřů. Karlova choť Beatrix se rozhodla manžela v úsilí získat vytoužený královský titul podporovat, prodala své šperky a přesvědčila mnohé šlechtice, aby se přidali ke Karlovu vojsku. Lákadlem byl mimo financí i příslib vysokých postů v nové vládě. Připojili se také guelfští psanci z toskánských měst.
Na jaře 1265 se Karel z Anjou vydal po moři vstříc svému království. Podařilo se mu získat post římského senátora a v zimě přes alpské průsmyky do Itálie dorazila jeho hlavní vojska. 6. ledna 1266 byl provensálský hrabě s manželkou korunován a poté se i přes Manfrédovy pokusy o příměří chystal k boji. Manfréd očekával protivníka za hradbami Capui, kterou opustil poté, co Karel se svými žoldáky uhnul k jihu na Benevento.
| „           | Papež a bratr francouzského krále tedy vytáhli proti Manfrédovi, císařovu synovi, střetli se s ním v bitvě, přemohli jeho vojsko… | “ |
| — Ibn Wásil | |   |

26. února 1266 Karel z Anjou porazil Manfrédovy vojáky v bitvě u Beneventa. Několik dní po boji se ve vítězném táboře objevil muž s oslem vezoucím mrtvého muže a nabízel jej k prodeji jako tělo krále Manfréda. Sicilští zajatci svého panovníka v mrtvém těle skutečně poznali. Karel nechal exkomunikovaného Manfréda pohřbít na úpatí mostu u Beneventa pod vojáky navršenou hromadou kamení. Jeho dědice nechal s papežským požehnáním uvěznit v Castel del Monte a manželku Helenu na hradě v Nocera Inferiore.